# گذرنامه جزایر سلیمان
گذرنامهٔ جزایر سلیمان یک مدرک سفر بین‌المللی است که توسط کشور جزایر سلیمان صادر می‌شود و بنا بر داده‌های سال ۲۰۲۳، دارندگان آن می‌توانستند به ۱۳۲ کشور دیگر بدون دریافت ویزا سفر کنند یا ویزا را در بدو ورود دریافت نمایند. این گذرنامه بر اساس رتبه‌بندی شاخص گذرنامهٔ هنلی در سال ۲۰۲۳ در رتبهٔ ۳۷ قرار داشت.